# Bob Glendenning
Robert ("Bob") Glendenning (ur. 6 czerwca 1888 w Washington, zm. 19 listopada 1940) – piłkarz angielski grający na pozycji prawego pomocnika, a po zakończeniu kariery trener.

## Kariera piłkarska
Glendenning urodził się w New Washington leżącym w hrabstwie Tyne and Wear. Karierę rozpoczynał w Washington United, a następnie grał w Barnsley F.C. W 1910 roku dotarł z tym klubem do finału Pucharu Anglii, ale zespół przegrał w dwumeczu z Newcastle United. 2 lata później, czyli w 1912 roku, Glendenning z Barnsley znów wystąpił w finale krajowego pucharu, ale tym razem Barnsley okazał się lepszy od West Bromwich Albion i po raz pierwszy w swojej historii wywalczył to trofeum. W swojej karierze grał także w Bolton Wanderers oraz Accrington Stanley. Po wybuchu I wojny światowej zakończył karierę .

## Kariera trenerska
W 1923 roku Glendenning został po raz pierwszy selekcjonerem reprezentacji Holandii, ale niedługo potem został tymczasowo zastąpiony przez Williama Townleya. W 1924 roku wrócił do pracy i jednocześnie szkolił także piłkarzy HFC Haarlem. W 1934 roku doprowadził Holandię do awansu do finałów mistrzostw świata we Włoszech (Holandia wygrała między innymi aż 9:3 z Belgią). W 1/16 finału mistrzostw Holandia trafiła na Szwajcarię, ale poległa 2:3 i odpadła z turnieju. Glendenning pozostał na stanowisku, a 4 lata później znów wprowadził Holendrów do kolejnego turnieju o mistrzostwo świata – MŚ 1938. Jednak i na tych mistrzostwach Holandia odpadła już w pierwszej rundzie, tym razem przegrywając 0:3 z Czechosłowacją. Ostatni raz poprowadził Holandię 21 kwietnia 1940 w wygranym 4:2 meczu z Belgią. Jego bilans przez 16 lat pracy: 36 zwycięstw, 36 remisów i 15 porażek.